# Dev Anand
Dharam Dev Anand (em hindi:  धरम देव आनन्द, em panjabi:  ਧਰਮਦੇਵ ਆਨੰਦ; 26 de setembro de 1923 — 3 de dezembro de 2011), mais conhecido por Dev Anand, foi um actor de cinema, director e produtor indiano, conhecido pelo seu trabalho em Bollywood. O governo da India honrou-o com o prémio Padma Bhushan em 2001 e com o prémio Dadasaheb Phalke Award em 2002 pelas suas contribuições ao cinema indiano.
Dev Anand morreu por volta das 10h no Sábado, 3 de Dezembro de 2011 em Londres, de ataque cardiaco.